# Abdel Wright
Abdel Wright (* 1977 in Trinityville, St. Thomas, Jamaika) ist ein jamaikanischer Sänger und Gitarrist.
Seine Kindheit verbrachte Wright in verschiedenen Kinderheimen, unter anderem in einem SOS-Kinderdorf in Montego Bay. Dort erlebte der junge Abdel bei Benefizkonzerten Johnny Cash, der in der Nähe wohnte und das Kinderheim finanziell unterstützte.
Mit 12 Jahren bekam Abdel Wright eine Gitarre geschenkt und brachte sich das Spielen selbst bei, wobei er stahl, um sich die Lehrbücher leisten zu können. Mit 18 Jahren begann er, eigene Lieder zu schreiben.
Nachdem Abdel Wright das SOS-Kinderdorf verlassen hatte, kam er auf die schiefe Bahn. Er wurde zu acht Jahren Haft verurteilt. Im Gefängnis schrieb Wright weitere Songs, leitete die Gefängnisband und gab anderen Insassen Musikunterricht.
Nach fünf Jahren wurde Abdel Wright vorzeitig entlassen. Er tingelte durch die Klubs auf Jamaika, gab Gitarrenunterricht und versuchte, einen Plattenvertrag zu bekommen.
Vom Produzent Steve Jobson wurde er an Dave Stewart (den Gründer der Eurythmics) verwiesen, der zusagte, ein Album mit Abdel Wright zu produzieren.
Kurz darauf wurde er von Dave Stewart und Bono eingeladen, beim Benefiz-Konzert 46664 mitzuwirken. Am 29. November 2003 trat Abdel Wright in Kapstadt vor etwa 40.000 Zuschauern auf, das Konzert wurde weltweit im Fernsehen übertragen. Abdel Wright steuerte einen eigenen Song, Loose We Now, bei und sang eine Strophe von 46664 – It's a Long Way to Freedom.
Abdels Musik, basiert auf Reggae und stützt sich stark auf seine Stimme, wobei er sich mit Gitarre und Mundharmonika begleitet.
Seine Lieder haben meist einen persönlichen Hintergrund und thematisieren das Leben im Jamaika.